# Maritimmuseum Norddeich
Das Maritimmuseum Norddeich war ein Museum in Norddeich, einem Stadtteil von Norden. Klaas Evers eröffnete es im Jahre 1967. In der Dauerausstellung waren handgearbeitete Schiffsmodelle und Buddelschiffe, alte und moderne nautische Gerätschaften sowie Bilder der Nordseeküste zu sehen. 2010 schloss das Museum aus finanziellen Gründen. Die Exponate wurden anschließend verkauft.